# ピアノ協奏曲第20番 (モーツァルト)
ピアノ協奏曲第20番 ニ短調 K. 466 は、ヴォルフガング・アマデウス・モーツァルトが1785年に作曲したピアノ協奏曲であり、モーツァルトが初めて手掛けた短調の協奏曲である。
モーツァルトのピアノ協奏曲の中でも特に人気のある作品であり、とりわけルートヴィヒ・ヴァン・ベートーヴェンが大変気に入っていた作品として知られている。

## 概要

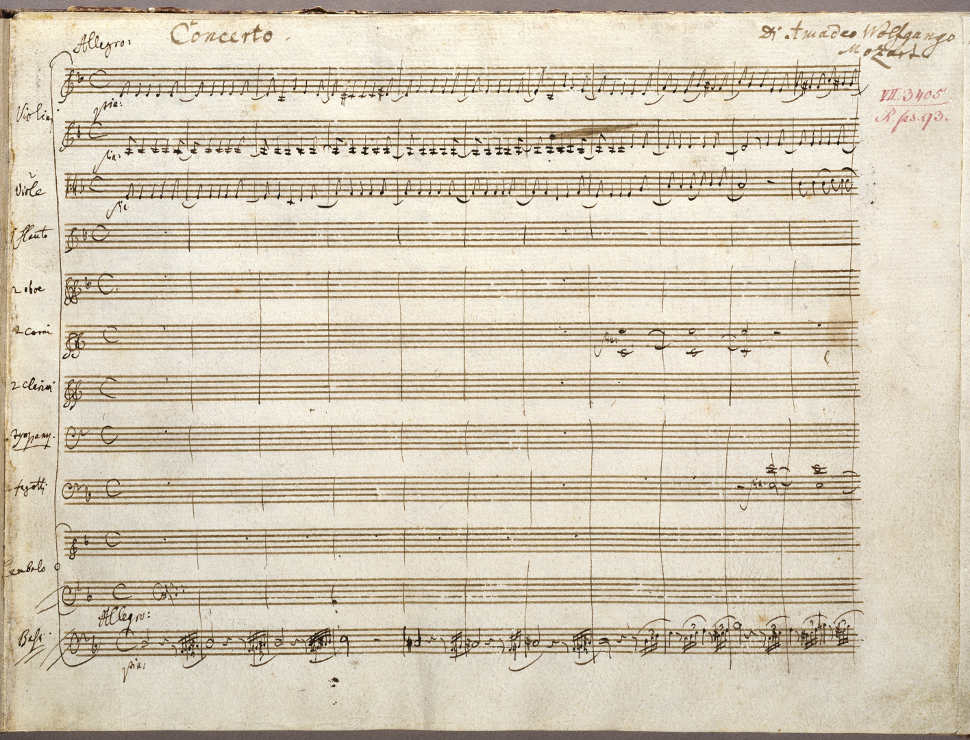
ピアノ協奏曲第20番の自筆譜

モーツァルトは短調のピアノ協奏曲を2曲（もう1曲は第24番 ハ短調（K. 491））作曲しているが、華やかさが求められた当時の協奏曲とはうってかわって、それまでの彼の協奏曲には見られない、激しい情熱の表出が見られる。暗く不安げな旋律、劇的な展開などが特徴である。
1781年にモーツァルトは、雇い主であったザルツブルク大司教のヒエロニュムス・コロレド伯と衝突したことにより、生まれ故郷のザルツブルクを追い出され、ウィーンでフリーの音楽家として生活することになった。彼にとってここでの生活の糧は、裕福な貴族や社交界を対象にした演奏会であった。彼はピアノの名手ということもあり、ウィーン時代に第11番（K. 413）以降の17曲のピアノ協奏曲を書き上げ、特にこの第20番が作曲された1784年から1786年までは、音楽家として作曲・演奏ともに円熟味が増し、またそれらを発表する良い機会も得て順風満帆の時期であった。 
1785年2月10日に完成された第20番は、翌日にウィーン市の集会所「メールグルーベ」で行われた予約演奏会で初演された。しかし、初演の前日になってもまだパート譜の写譜が間に合っていない状態であり、初演当日に父レオポルト・モーツァルトがウィーンに到着した時にもまだ写譜師が写譜をしており、特に第3楽章は通し弾きすら出来ていない状態であった。だが、こんな土壇場で完成した曲にもかかわらず、演奏会を聴いた父レオポルトはモーツァルトの姉ナンネルに宛てた手紙の中で、
| 「 | おまえの弟は、家具類もすべて整ったきれいな家に住んでいる。……こちらに到着した晩、私たちはあの子の予約演奏会の初日を聴きに行ったが、そこには身分の高い人々がたくさん集まっていた。……演奏会は較べようもない素晴らしさで、オーケストラも見事だった。……それからヴォルフガングの見事なピアノ協奏曲が披露された。 | 」 |

と報告している。また、この演奏会にはフランツ・ヨーゼフ・ハイドンも訪れていたと考えられ、この手紙の中でレオポルトは、演奏会の翌日にハイドンと会ったことも報告しており、
| 「 | 翌日の晩にはヨーゼフ・ハイドン氏と2人のティンティ男爵が訪ねて来られて、ヴォルフガングの作曲した3曲の新しい弦楽四重奏曲を演奏した。すでに私たちが知っている例の3曲に、あの子はさらにこの3曲をつけ加えたのだ。 | 」 |

と記している（なお、ここで言及されている計6曲の弦楽四重奏曲というのが、有名な『ハイドン・セット』のことである）。
この第20番は19世紀を通じて広く愛され演奏された数少ない協奏曲の1つであり、1842年9月4日には、ザルツブルクのミヒャエル広場（現・モーツァルト広場）にモーツァルトの記念像（ミュンヘンの彫刻家ルートヴィヒ・シュヴァーンターラー作の彫刻を基に、同じくミュンヘンの鋳造家ヨハン・シュティーゲルマイアーが鋳造したもの）が立てられた際に、除幕式で行われた記念音楽祭でモーツァルトの息子フランツ・クサーヴァー（モーツァルト2世）が本作を演奏している。
モーツァルトの弟子のヨハン・ネポムク・フンメルは、本作のカデンツァを作曲すると共に、ピアノ・フルート・ヴァイオリン・チェロ用の編曲を残しており、白神典子らが録音している。

## 楽器編成
| 木管         | 木管   | 金管         | 金管         | 打         | 打         | 弦              | 弦         |
| ------------ | ------ | ------------ | ------------ | ---------- | ---------- | --------------- | ---------- |
| フルート     | 1      | ホルン       | 2            | ティンパニ | ●          | 第1ヴァイオリン | ●          |
| オーボエ     | 2      | トランペット | 2            | 他         |            | 第2ヴァイオリン | ●          |
| クラリネット |        | 他           |              | 他         | ヴィオラ   | ●               |            |
| ファゴット   | 2      | 他           | チェロ       | 他         | ●          |                 |            |
| 他           |        | 他           | コントラバス | 他         | ●          |                 |            |
| その他       | その他 | 独奏ピアノ   | 独奏ピアノ   | 独奏ピアノ | 独奏ピアノ | 独奏ピアノ      | 独奏ピアノ |

## 曲の構成
全3楽章、演奏所要時間は約30分。
- 第1楽章 アレグロ
ニ短調、4分の4拍子、協奏風ソナタ形式。

チェロとコントラバスのDとアウフタクトでDに向かって音階を上昇する音型の上で、ヴァイオリンとヴィオラの持続する8分音符と4分音符のシンコペーションによる "F - A - D" のニ短調の主和音で印象的に始まる第1主題は16小節目で激しいトゥッティとなる。その後、ヘ長調でオーボエとファゴットの重奏にフルートが答える。77小節目から独自の主題によるピアノのソロが静かに入る。ピアノ導入部の主題と冒頭の弦の主題とが呼応する展開部を経て再現部に入り、オーボエ、ファゴット、フルートによる副主題はヘ長調のまま、第2主題がニ短調で再現され、カデンツァを経て静かに終結する。

- 第2楽章 ロマンツェ
変ロ長調、4分の4拍子、三部形式。
お使いのブラウザーでは、音声再生がサポートされていません。音声ファイルをダウンロードをお試しください。
この楽章は非常に美しい旋律でよく知られ、ミロス・フォアマン監督製作のモーツァルトを主人公にした映画『アマデウス』（1984年）ではエンディングに使われたことでも知られている。他の楽章と違ってゆったりとした旋律である（第1楽章の223～225小節にかけてほぼ同じ旋律が登場する）。しかし、中ほどのト短調の中間部の激しいピアノソロが緊張感を与えている。ベートーヴェンはこの曲を好み、特にこの第2楽章の中間部を研究していたという。父レオポルトは、この楽章を「気高いほど荘重な」と評している。

- 第3楽章 ロンド：アレグロ・アッサイ
ニ短調 - ニ長調、2分の2拍子、ロンドソナタ形式。
お使いのブラウザーでは、音声再生がサポートされていません。音声ファイルをダウンロードをお試しください。
一転変わって、激しい曲想でピアノの分散和音のソロから始まる。そしてピアノのソロの後は弦楽器でピアノの旋律を一斉に奏する。曲が進むにしたがって華やかさも増していき、カデンツァの後はニ長調に転じて締めくくる（なお、この第3楽章はもうひとつの未完の草稿が残っている）。

### カデンツァについて

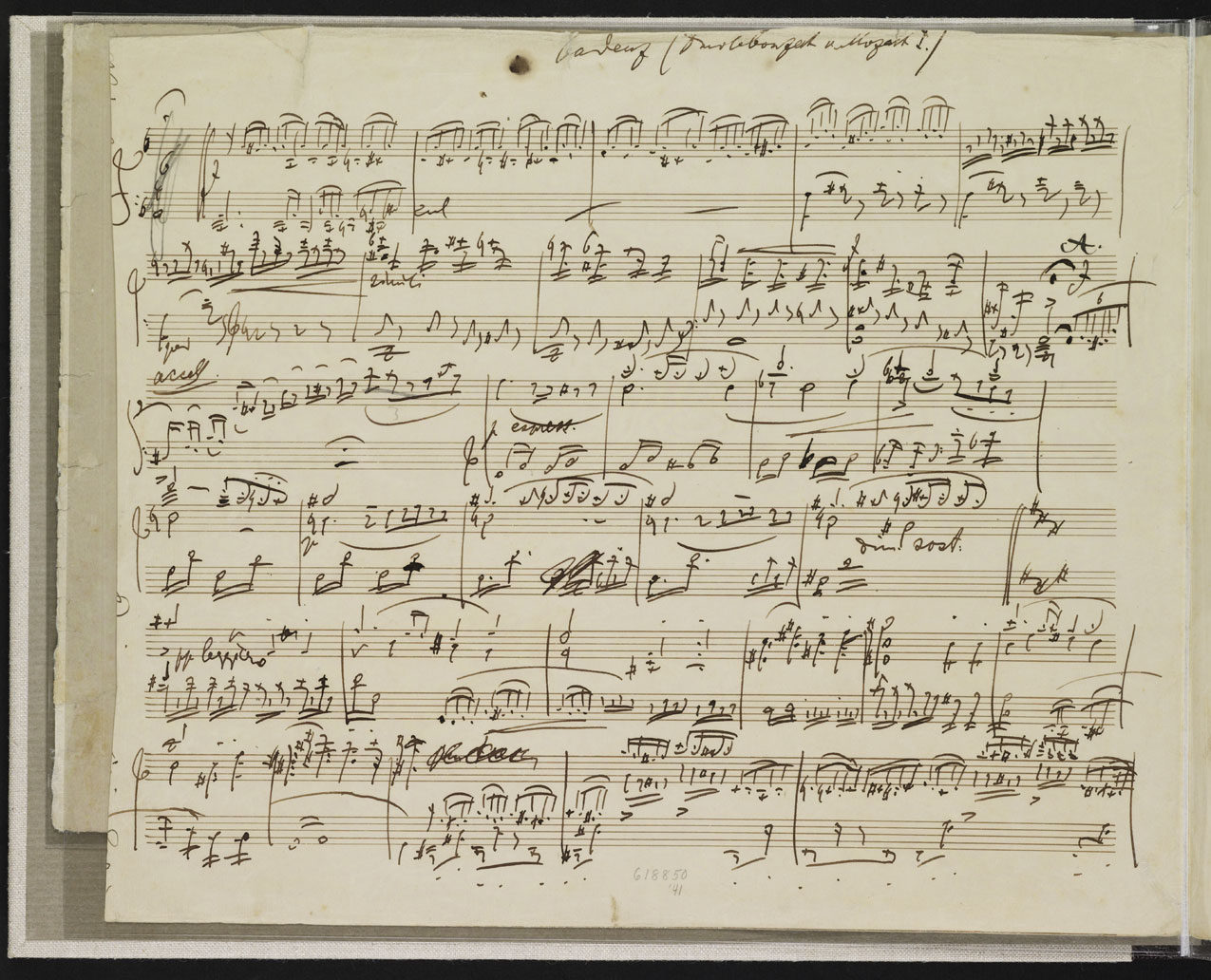
ブラームスによって作曲された第1楽章のカデンツァの自筆譜

第1楽章の365小節目と第3楽章の345小節目にはカデンツァの指定がある。このピアノ協奏曲について、残念ながら作曲者自身によるカデンツァは残されていないが、歴代の作曲家や演奏家たちがこの協奏曲にカデンツァを残しており、下記がその例である。
- ヨハン・ネポムク・フンメル
- ルートヴィヒ・ヴァン・ベートーヴェン (WoO 58)
- フランツ・クサーヴァー・モーツァルト
- シャルル＝ヴァランタン・アルカン
- クララ・シューマン
- ヨハネス・ブラームス (WoO 14)
- カール・ライネッケ（ブルーノ・ワルターの弾き振りによる1937年の録音で用いられている）
- フェルッチョ・ブゾーニ

現代において特に有名なのは、ベートーヴェンとブラームスによるカデンツァである。この協奏曲において、ベートーヴェンによるカデンツァは定番となっており、演奏会や録音で最もよく演奏されている（演奏会や音源などで特に表記がない場合は、ベートーヴェンによるカデンツァで弾かれることがほとんどである）。